# Stjepan Ljubić
Stjepan Ljubić, hrvaški kolesar, * 11. avgust 1906, Virje, Kraljevina Srbov, Hrvatov in Slovencev, † 14. avgust 1986, Zagreb, Socialistična federativna republika Jugoslavija.
Ljubić je bil je član bjelovarskih BOŠK-a in Sokola ter zagrebškega kluba Građanski. Nastopil na Poletnih olimpijskih igrah 1928 v Amsterdamu, kjer je osvojil 12. mesto na ekipni cestni dirki in 48. mesto na posamični cestni dirki v dolžni 168 km. Bil je prvi hrvaški profesionalni kolesar, med letoma 1936 in 1938, in med prvo četverico jugoslovanskih kolesarjev, ki so se udeležili Dirke po Franciji leta 1936, kjer so vsi štirje tudi odstopili. Na državnem prvenstvu Jugoslavije v cestni dirki je osvojil drugo mesto v letih 1928 in 1933 ter tretje leta 1937. 
Bil je med ustanovitelji tradicionalnih jugoslovanskih dirk Alpe-Adria, ki je potekala med letoma 1967 in 1991, in Dirke po Jugoslaviji, ki je potekala prvič leta 1939 pod imenom Dirka po Hrvaški in Sloveniji, ter enkratne izvedbe dirke Trst-Varna, ki je potekala med 26. avgustom in 9. septembrom 1945. Med letoma 1948 in 1973 je bil tajnik Kolesarske zveze Hrvaške, med letoma 1973 in 1975 pa njen predsednik.